# Donna Summer
Donna Summer, nascida LaDonna Adrian Gaines (Boston, 31 de dezembro de 1948 — Naples, 17 de maio de 2012), foi uma cantora, compositora e pianista estadunidense, conhecida por estar entre as melhores cantoras mundiais e por ter feito suas gravações musicais em estilo disco nos anos 1970 e posteriormente dance music nos anos 1980, 90 e 2000. Devido a seu estrondoso sucesso, recebeu o título de Rainha do Disco Music e Rainha da Dance Music. Em toda sua carreira, vendeu mais de 200 milhões de  discos. Foi a primeira artista a ter três álbuns duplos consecutivos a atingir o primeiro lugar nas paradas da Billboard nos Estados Unidos. Também teve quatro singles que atingiram o número 1 nos Estados Unidos num período de 13 meses.

## Biografia
Summer foi um caso raro na cena disco', pois sua carreira iniciou-se antes da "explosão" daquele estilo, e continuou após aquela fase. Apesar de ela ser uma das mais conhecidas artistas da "Era Disco'", seu repertório incluiu diversos gêneros, incluindo "R&B" e rock, tendo ganho prêmios "Grammy" nestas categorias. Seu trabalho ainda é aplaudido pela crítica e ela permanece como uma das poucas artistas da Era Disco' ainda aceitas pela crítica atual.
Nascida numa família cristã devota em Boston, Massachusetts, Summer se envolveu com a música cantando nos corais da igreja, envolvendo-se posteriormente com bandas influenciadas pela Motown Sound. Levada pela contracultura dos anos 1960, tornou-se a cantora de uma banda chamada Crow e mudou-se para New York.
Após mudar-se para Munique, Alemanha, Summer casou-se com Helmut Sommer ("Summer" é uma anglicização do nome "Sommer") e trabalhou em vários musicais e teatros como na versão alemã do musical "Hair". Em 1971, lançou a música "Sally Go 'Round the Roses", seu primeiro trabalho solo, sem sucesso. Após conhecer Giorgio Moroder e Pete Bellotte, lançou seu primeiro LP, Lady of the Night em 1975, com algum sucesso na Europa. Sua música Love to Love You Baby foi um grande "hit" no continente. A gravadora Casablanca Records começou a distribuir o álbum nos Estados Unidos, tornando-a uma sensação por lá também. Em seguida surgiu uma versão de 17 minutos de Love to Love You Baby aclamada pela crítica, e que estabeleceu um padrão hoje conhecido por "extended mix": versões extensas voltadas para pistas de dança.
Continuando a trabalhar com Moroder and Bellotte, surgiu o disco A Love Trilogy em 1976 e, no mesmo ano, o álbum conceitual Seasons of Love. O trabalho seguinte, I Remember Yesterday (de 1977) incluía o sucesso "I Feel Love", a primeira música de sucesso com acompanhamento inteiramente feito por sintetizador. Esta música, de enorme sucesso, influenciou o desenvolvimento da "disco' music" e do techno, graças às inovações introduzidas por Moroder.
Once Upon a Time foi lançada pouco depois de I Remember Yesterday; foi novamente uma produção conceitual, tendo como tema o conto de fadas Cinderela. Depois de atuar (e ganhar um Grammy pela trilha sonora) na comédia Thank God It's Friday ("Até que enfim é sexta-feira"), Summer lançou um álbum ao vivo, Live and More com outro enorme sucesso: MacArthur Park. Seu talento como compositora apareceu em Bad Girls (1979), e também em "Hot Stuff", ganhadora de outro Grammy. A música On the Radio, também de 1979, chegou a n-o 1 nas paradas americanas. Neste ano, gravou também um dueto com Barbra Streisand na música Enough is Enough (No More Tears).
Em 1978, Summer estrelou o filme  disco Thank God It's Friday e a música que interpretou nessa película, Last Dance, conquistou o Oscar e o Globo de Ouro de melhor canção no ano seguinte.
Summer então decidiu deixar a gravadora Casablanca Records e assinar com a Geffen Records. Seu primeiro álbum pela Geffen foi The Wanderer, de 1980, que incluía influências do R&B e do rock. O álbum seguinte, I'm a Rainbow, só foi lançado em 1996 pois a Geffen não acreditava que fosse bom. Ao invés disso, a Geffen fez com que Donna Summer deixasse Moroder e Bellotte, seus compositores de longa data, e tivesse como produtor Quincy Jones, no álbum seguinte, "Donna Summer", o qual teve os sucessos "Love is in Control (Finger on the Trigger)" e a balada " The Woman in Me". Teve ainda a música de Vangelis chamada "State of Independence" com estilo New Age.
Em 1983, como parte do acordo judicial assinado com a Casablanca Records, Summer lançou o álbum She Works Hard for the Money, com produção de Michael Omartian. O que deveria ser apenas uma obrigação, transformou-se num estrondoso sucesso. Além da canção-título, outro grande hit foi "Unconditional Love". De volta à Geffen, seus trabalhados posteriores ("Cats Without Claws" e "All Systems Go") não foram tão bem recebidos pelo público, apesar de aclamados pela crítica. Donna nos anos 1980 também começou a se dedicar mais a família e também chegou a pintar e exibir alguns quadros em galerias com relativo sucesso.
Em relativo ostracismo, Donna Summer voltaria ao posto de diva da dance music através do álbum Another Place and Time, sob produção dos "hitmakers" ingleses Stock, Aitken e Waterman, mentores de artistas como Rick Astley e Kylie Minogue. Faixas como "This Time I Know It's For Real", "Love's About To Change My Heart" e "I Don't Wanna Get Hurt" ganharam as paradas de sucesso internacional. Curiosamente, no Brasil, a canção "Breakaway" tornou-se um grande sucesso, talvez um dos maiores da cantora no país, mas apenas 3 anos depois, em 1992, com a primeira visita da cantora para uma turnê e principalmente pelo fato da canção estar incluída na trilha sonora internacional da telenovela "Despedida De Solteiro", grande sucesso do canal Rede Globo.
Em 1991, foi lançado Mistaken Identity, fortemente influenciado pelo R&B e que obteve pouca repercussão. Apenas em 2008, Donna Summer lançaria um novo disco apenas de canções inéditas, intitulado Crayons. Nesse intervalo, a cantora permaneceu ativa, lançando vários singles decorrentes de participações em trilhas sonoras, coletâneas e projetos especiais ("Carry On", "Melody Of Love", "Whenever There Is Love", "The Power Of One", "I Will Go With You"). Além disso, em 1996, participou do álbum "Gently", de Liza Minnelli, no dueto "Does He Love You".
Em 2018, houve a estreia de um musical na Broadaway baseado em sua vida Summer: The Donna Summer Musical

## Discografia

### Principais álbuns
- 1974 Lady of the Night (Países Baixos/Bélgica/Alemanha)[3]
- 1975 Love to Love You Baby (No. 8 EUA, No. 11 R.U.)
- 1976 A Love Trilogy  (No. 18 EUA, No. 26 R.U.)
- 1976 Four Seasons of Love  (No. 22 EUA)
- 1977 I Remember Yesterday (No. 9 EUA, No. 1 R.U.)
- 1977 Once Upon a Time  (No. 16 EUA, No. 18 R.U.)
- 1978 Live and More  (No. 1 EUA, No. 7 R.U.)
- 1979 Bad Girls  (No. 1 EUA, No. 5 R.U.)
- 1980 Wanderer  (No. 4 EUA, No. 25 R.U.)
- 1981 I'm a Rainbow (Album ficou arquivado e foi lançado comercialmente anos depois)
- 1982 Donna Summer  (No. 10 EUA, No. 13 R.U.)
- 1983 She Works Hard for the Money  (No. 3 EUA, No. 10 R.U.)
- 1984 Cats Without Claws  (No. 24 EUA, No. 30 R.U.)
- 1987 All Systems Go  (No. 20 EUA)
- 1989 Another Place and Time  (No. 2 EUA, No. 4 R.U.)
- 1991 Mistaken Identity (No. 72 EUA, No. 50 R.U.)
- 1994 Christmas Spirit
- 1999 Live and More Encore (No. 43 EUA)
- 2008 Crayons (No. 17 EUA)

### Compilações
- 1978 Greatest Hits (No. 4 R.U.)
- 1979 Greatest Hits On the Radio Vol. I & II (No. 1 EUA, No. 24 R.U.)
- 1980 Walk Away: Collector's Edition (No. 29 EUA)
- 1985 The Summer Collection
- 1987 The Dance Collection
- 1990 The Best of Donna Summer (No. 12 R.U.)
- 1993 The Donna Summer Anthology
- 1994 Endless Summer  (No. 37 R.U.)
- 1998 Greatest Hits
- 2003 The Journey: The Very Best of Donna Summer (No. 111 EUA, No. 6 R.U.)
- 2005 Gold
- 2013 Love To Love You Donna (Collection of Remixes) (No, 97 EUA)
- 2014 Donna - The Cd Collection (Box Set)
- 2015 Singles...Driven By The Music (Box Set)
- 2016 The Ultimate Collection (No. 30 R.U)
- 2018 Summer: The Original Hits
- 2020 Encore - Box Set

### Singles
- 1971 Sally Go 'Round the Roses
- 1974 Denver Dream
- 1974 The Hostage
- 1974 Lady of The Night
- 1975 Love to Love You Baby (No. 2 EUA, No. 4 R.U., No. 1 EUA Dance)
- 1976 Could It Be Magic  (No. 28 EUA, No. 40 R.U., No. 1 EUA Dance)
- 1976 Try Me, I Know We Can Make It (No. 32 EUA, No. 1 EUA Disco)
- 1976 Wasted/Come With Me (No. 1 EUA Disco)
- 1976 Spring Affair (No. 26 EUA, No. 1 EUA Disco)
- 1976 Winter Melody (No. 16 EUA, No. 27 R.U.)
- 1977 Down Deep Inside (Tema de The Deep)  (No. 18 EUA, No. 5 R.U., No. 3 EUA Dance)
- 1977 I Remember Yesterday (No. 14 UK, No. 1 EUA Dance)
- 1977 Can't We Just Sit Down (No. 20 EUA)
- 1977 I Feel Love (No. 6 EUA, No. 1 R.U., No. 1 EUA Dance)
- 1977 Love's Unkind (No. 3 R.U., No. 1 EUA Disco)
- 1977 Once Upon a Time (No. 1 EUA Disco)
- 1977 I Love You  (No. 20 EUA, No. 10 R.U.)
- 1978 Back In Love Again (No. 29 R.U.)
- 1978 Last Dance (No. 4 EUA, No. 51 R.U., No. 1 EUA Dance)
- 1978 MacArthur Park (No. 1 EUA, No. 5 R.U., No. 1 EUA Dance)
- 1978 Rumour Has It (No. 32 EUA, No. 19 EUA)
- 1979 Bad Girls (No. 1 EUA, No. 11 R.U., No. 1 EUA Dance)
- 1979 Dim All the Lights (No. 2 EUA, No. 29 R.U., No. 54 EUA Dance)
- 1979 Sunset People  (No. 46 R.U.)
- 1979 No More Tears(Enough Is Enough) (com Barbra Streisand) (No. 1 EUA, No. 3 R.U., No. 1 EUA Dance)
- 1979 Heaven Knows (No. 4 EUA, No. 34 R.U., No. 1 EUA Dance)
- 1979 Hot Stuff (No. 1 EUA, No. 11 R.U., No. 1 EUA Dance)
- 1980 On the Radio (No. 3 EUA, No. 32 R.U., No. 8 EUA Dance)
- 1980 Walk Away (No. 21 EUA)
- 1980 The Wanderer (No. 3 EUA, No. 48 R.U., No. 8 EUA Dance)
- 1981 Cold Love (No. 31 EUA, No. 44 R.U.)
- 1981 Who Do You Think You're Foolin' (No. 40 EUA)
- 1982 Love Is In Control (Finger On the Trigger) (No. 10 EUA, No. 18 R.U., No. 3 EUA Dance)
- 1982 State of Independence (No. 19 EUA, No. 14 R.U.)
- 1982 I Feel Love (remix) (No. 21 R.U.)
- 1983 She Works Hard For the Money (No. 3 EUA, No. 25 R.U., No. 3 EUA Dance)
- 1983 Unconditional Love (No. 41 EUA, No. 14 R.U.)
- 1983 The Woman In Me (No. 33 EUA, No. 62 R.U.)
- 1984 Love Has a Mind of Its Own (No. 70 R.U.)
- 1984 Supernatural Love (No. 75 EUA, No. 12 EUA Dance)
- 1984 There Goes My Baby (No. 21 EUA)
- 1987 Dinner with Gershwin (No. 48 EUA, No. 13 R.U., No. 1 EUA Dance)
- 1988 All Systems Go (No. 54 R.U.)
- 1989 Breakaway (No. 49 R.U., No. 31 EUA Hot Dance)
- 1989 Love's About Change My Heart (No. 24 EUA, No. 20 R.U., No. 3 EUA Dance)
- 1989 When Love Takes Over You (No. 72 UK)
- 1989 This Time I Know It's For Real (No. 7 US, No. 3 UK, No. 1 EUA Dance)
- 1989 I Don't Wanna Get Hurt (No. 7 R.U.)
- 1991 When Love Cries (No.77 EUA)
- 1991 Work That Magic (No. 74 R.U.)
- 1994 Melody of Love (No. 1 EUA Hot Dance, No. 21 R.U.)
- 1994 Any Way At All
- 1995 I Feel Love (remix) (No. 8 R.U., No. 9 EUA Dance)
- 1996 State Of Independence (remix) (No. 13 R.U.)
- 1997 Carry On (No. 65 R.U., No. 25 EUA Hot Dance)
- 1999 I Will Go With You (No. 79 EUA, No. 44 R.U., No. 1 EUA Dance)
- 1999 Love Is the Healer (No. 1 EUA Hot Dance)
- 2000 The Power of One (No. 2 EUA Hot Dance)
- 2004 Dream-A-Lot's Theme (No. 20 EUA Hot Dance)
- 2004 You're So Beautiful (Ultimate Mix) (No. 5 EUA Hot Dance)
- 2005 I Got Your Love (No. 4 EUA Hot Dance)
- 2008 I'm a Fire (No. 1 EUA Hot Dance)
- 2008 Stamp Your Feet (No. 1 EUA Hot Dance)
- 2009 Fame (The Game) (No. 1 EUA Hot Dance)
- 2010 To Paris with Love  (No. 1 EUA Hot Dance)
- 2013 MacArthur Park (Remix) (No. 1 EUA Hot Dance)
- 2015 Hot Stuff (Remix) (No. 1 EUA Hot Dance)

## Morte
Morreu em 17 maio de 2012, em Manasota Key, em Englewood, na Flórida, vítima de câncer de pulmão. Segundo relatos de jornais do dia 18 de maio de 2012 às 07:00 da manhã, Donna Summer foi diagnosticada com câncer de pulmão havia apenas 2 meses e apenas seu marido e suas três filhas sabiam da doença. Diagnosticada, Summer morreu após uma batalha contra a doença. Ela foi posteriormente chamada de "indiscutível rainha do boom Disco dos anos 1970" e uma das cantoras femininas mais influentes do mundo. Seu trabalho com Moroder na canção "I Feel Love" foi descrito como "o começo da música eletrônica dance" pelo próprio Moroder. Foi sepultada no Harpeth Hills Memory Gardens Cemetery, Nashville, Tennessee no Estados Unidos.